# Zvonek vousatý
Zvonek vousatý (Campanula barbata) je druh zvonku (Campanula). V České republice roste především v Hrubém Jeseníku, díky čemuž se dostal do znaku CHKO Jeseníky. V Alpách a Karpatech roste podobný zvonek alpský (Campanula alpina).

## Popis
Vytrvalá rostlina, lodyha 10–30 cm vysoká, přímá, nevětvená, chudě olistěná. Podlouhlé listy většinou přízemní, celokrajné až vroubkované, chlupaté. Květy 1–3 cm dlouhé, v jednostranném hroznu. Koruna bledě modrá, trubkovitě zvonkovitá, s cípy na vnitřní straně dlouze chlupatými (odtud název).

## Biologie
Roste na horských loukách a holích se smilkou tuhou, v poslední době často na ruderalizovaných místech (sjezdovky, travnaté okraje cest, příkopy silnic). Kvete v červenci a srpnu.

## Rozšíření
Roste především v Alpách ve výškách 800 až 2700 m n. m., mimo to se vyskytuje v Hrubém Jeseníku, Karpatech (Sedmihradsko) a jižním Norsku.

## Výskyt v Česku

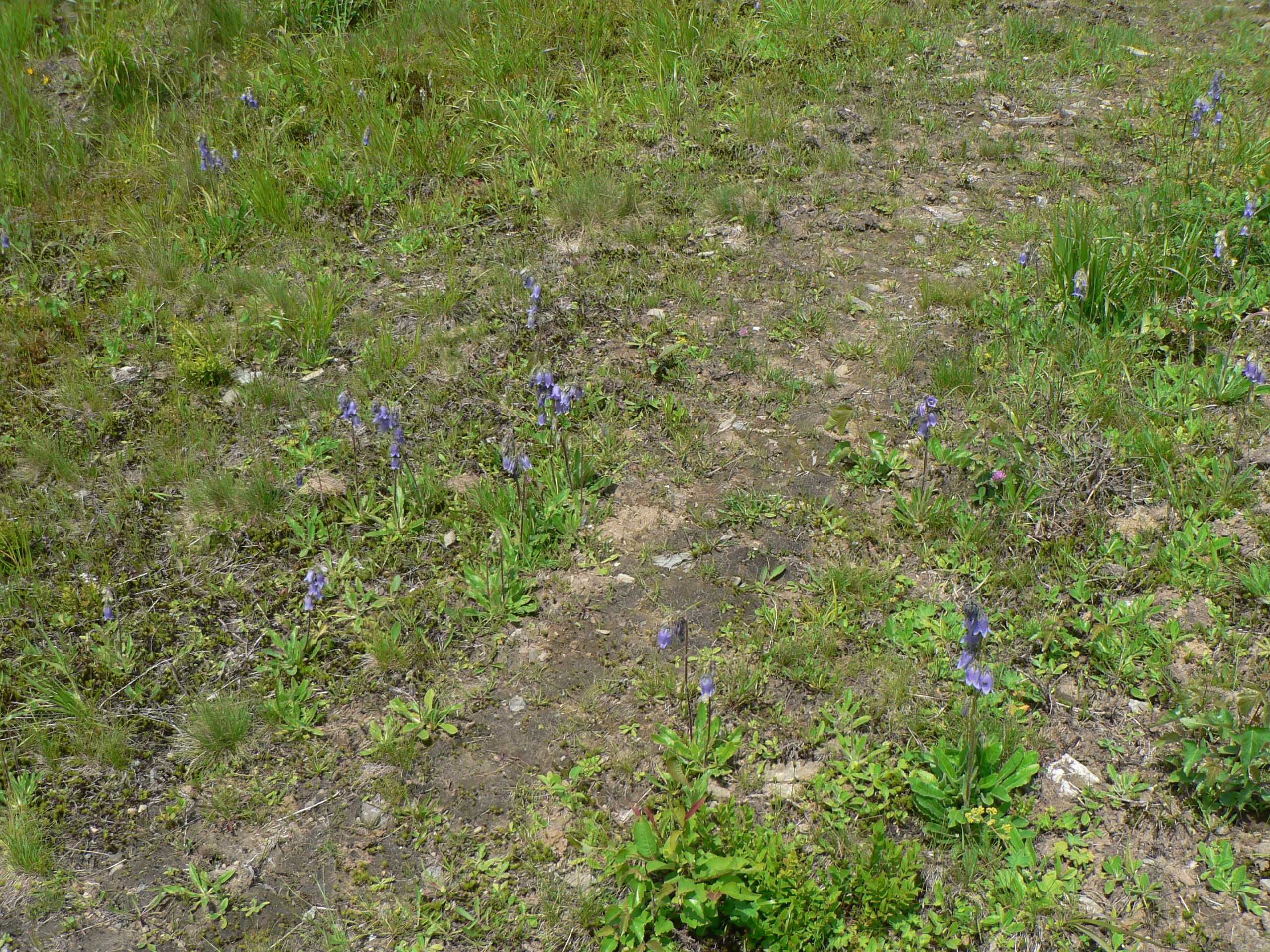
Porost zvonku vousatých na sjezdovce na Červenohorském sedle, Hrubý Jeseník

V České republice roste pouze v Hrubém Jeseníku a na Králickém Sněžníku. V Hrubém Jeseníku se s ním lze setkat na loukách hřebene od Šeráku po Jelení studánku, v nižších polohách byl nalezen např. u Klepáčova, Vernířovic, Suché Rudné, Malé Morávky, Filipovic a Alojzova.